# كوري جراهام
كوري جراهام (بالإنجليزية: Currie Graham)‏ (ولد عام 1967  م) هو ممثل مسرحي، وممثل أفلام كندي، ولد في هاميلتون.

## التعليم
تعلم في الأكاديمية الأميركية للفنون المسرحية.

## وصلات خارجية
- كوري جراهام على موقع IMDb (الإنجليزية)
- كوري جراهام على موقع ألو سيني (الفرنسية)
- كوري جراهام على موقع أول موفي (الإنجليزية)
- كوري جراهام على موقع قاعدة بيانات الأفلام السويدية (السويدية)
- كوري جراهام على موقع إن إن دي بي (الإنجليزية)
- كوري جراهام على موقع قاعدة بيانات الفيلم (الإنجليزية)
- كوري جراهام على موقع كينوبويسك (الروسية)